# دينيس أونيل (بحار)
دينيس أونيل (بالإنجليزية: Denis O'Neil)‏ هو بحار أسترالي، ولد في 11 فبراير 1936.

## وصلات خارجية
- دينيس أونيل على موقع أوليمبيديا (الإنجليزية)